# 릴레스트룀 SK
릴레스트룀 SK (Lillestrøm Sportsklubb)은 노르웨이의 축구 클럽으로 노르웨이 남부의 릴레스트룀을 연고로 삼고 있다. 릴레스트룀은 1917년에 지역 클럽 두 팀이 합병하여 창단되었다. 홈구장은 오로센 스타디온이고, 연습구장은 릴레스트룀 스타디온이다. 오로센 스타디온은 11,637명을 수용할 수 있으며, 평균 관중은 약 10,000명 안팎이다. 릴레스트룀은 노르웨이의 축구팀 가운데 1부리그에서 가장 오랫동안 연속으로 잔류했던 기록을 가지고 있다. 지난 수십 년간 약 40명의 노르웨이 축구 국가대표팀 선수들을 배출하였다. 또한 스웨덴, 아이슬란드, 세네갈, 핀란드, 몰타, 오스트레일리아, 남아프리카공화국, 슬로베니아, 튀니지, 캐나다, 나이지리아 국가대표팀 선수들을 배출하였다.

## 역사
릴레스트룀 SK는 1917년 4월 2일에 창단되었다. 현재까지 노르웨이 프리미어리그를 5회 우승하였다. 또한 노르웨이 컵 또한 5회 우승하였다.
1977년 9월 14일에 UEFA컵에서 AFC 아약스를 상대로 울레볼 스타디온에서 경기를 하여 2-0으로 승리하였다. 이 경기에는 20,000명 이상의 관중이 들어와 릴레스트룀의 홈경기 역대 최다 관중 기록을 가지고 있다. 그러나 암스테르담에서 열린 2차전에서는 4-0으로 패하였다. 이 두경기로 인해 아약스는 요한 크라위프가 FC 바르셀로나로 이적한 빈자리를 대체하기 위해 릴레스트룀의 톰 룬드를 영입하기로 결정하였다. 하지만 톰 룬드는 릴레스트룀을 떠나지 않았고 계속 남아있었다. 오로센 스타디온의 밖에는 그의 동상이 세워졌다.
2004년 시즌이 끝난 후에 감독이 해임되고 예전에 릴레스트룀의 선수였던 독일 국가대표팀인 우베 뢰슬러가 감독직을 인계받았다. 그의 첫 시즌이었던 2005년 시즌은 4위로 마쳤고, 이로 인해 로얄 리그에 출전하게 되었다. 릴레스트룀은 이 때에 출전한 로얄 리그 2005-06시즌에서 준우승을 차지하였다. 이와 동시에 노르웨이 컵 결승전에 진출하여 준우승을 하기도 하였다.
2006년 시즌에 릴레스트룀은 우승후보로 손꼽혔으나 4위에 그치고 말았다. 2006년 11월 13일에 릴레스트룀은 우베 뢰슬러를 감독직에서 해임하기로 발표하고, 톰 노르들리에가 3년 계약으로 감독으로 부임하였다.
그 후, 2007년에 노르웨이 컵 우승을 차지하였고, 리그에서는 4위를 기록하였다.

## 역대 우승 기록
- 노르웨이 프리미어리그

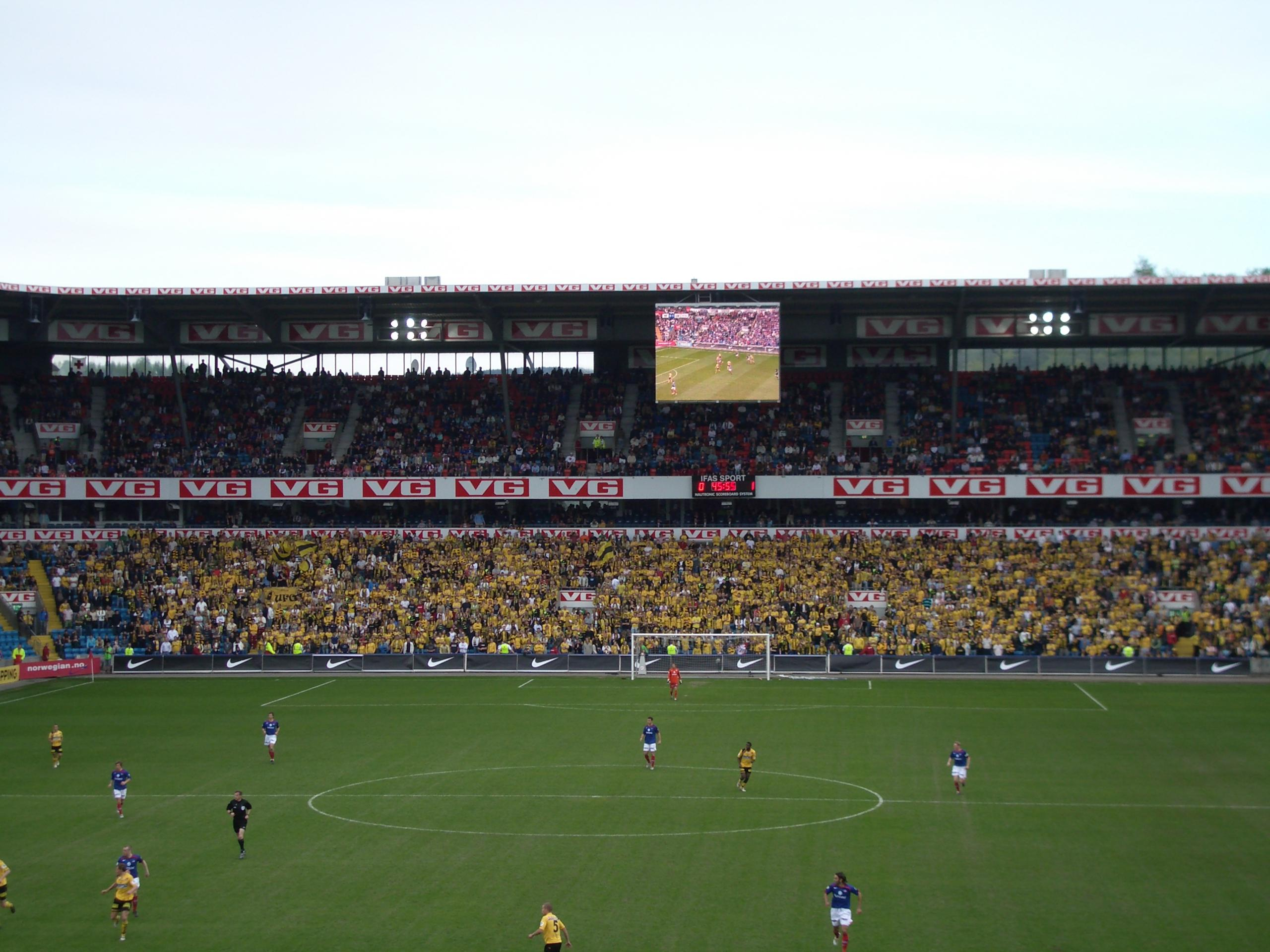
2006년에 울레볼 스타디온에서 열린 릴레스트룀과 볼레렌가와의 경기에서의 릴레스트룀의 서포터들

우승 (5): 1959, 1976, 1977, 1986, 1989
- 노르웨이 컵

우승 (5): 1977, 1978, 1981, 1985, 2007
- 로얄 리그 준우승

우승 (1): 2005-06
- UEFA 인터토토컵 준우승

우승 (1): 2006

## 선수 명단

### 현역
참고: FIFA 자격 규정에 따라 소속된 국가대표팀 국기를 표시합니다. 선수는 복수의 FIFA 비회원국 국적을 가지고 있을 수 있습니다.
| 번호 | 포지션 | 국적       | 이름                 |
| ---- | ------ | ---------- | -------------------- |
| 10   | FW     |            | 토마스 렌 올센       |
| 14   | MF     | 잉글랜드   | 주브릴 아데데지      |
| 20   | FW     | 앙골라     | 펠릭스 바            |
| 21   | DF     | 나이지리아 | 토추쿠 조셉 오그보지 |
| 23   | MF     |            | 저먼드 아센          |
| 28   | DF     |            | 루벤 가브리엘센      |

| 번호 | 포지션 | 국적 | 이름 |
| ---- | ------ | ---- | ---- |